# 필리프 2세 드 부르고뉴 공작
부르고뉴 공작 필리프 2세(Philippe II, 1342년 1월 15일 ~ 1404년 4월 27일)는 부르고뉴의 공작으로 발루아-부르고뉴 가의 시조이다. 용담공（le Hardi)이라는 별명의 소유지이다. 부왕 장 2세로부터 왕자령으로 부르고뉴를 물려받아 공작이 되었다. 필리프 2세의 후손들은 부르고뉴 공국을 프랑스로부터 완전히 독립된 국가로 만들기 위해 투쟁하며 프랑스 왕실과 끝임없이 갈등하게 된다. 심지어 백년전쟁동안에 잉글랜드와 손을 잡기도 하였다.

## 생애

### 출생
퐁투아즈에서 태어났다. 프랑스 국왕 장 2세와 그의 첫번째 부인 본 드 뤽상부르 사이에서 넷째 아들로 태어났다. 장성한 형제자매는 모두 7명이고 4명의 남자형제들중에 막내였다. 프랑스 왕 샤를 5세, 앙주 공작 루이 1세, 베리 공작 장이 그의 형들이다.
어머니는 보헤미아 국왕 얀과 왕비 엘리슈카 프르제미슬로브나 사이에서 태어난 둘째딸이다. 신성 로마 제국 황제 카를 4세가 필리프의 외숙부가 된다. 그의 부모는 1332년 7월 28일 멜룬의 노트르담 대학 교회에서 결혼식을 올렸다. 결혼당시 그의 부친은 프랑스 왕위 추정상속인이자 노르망디 공작이었다. 어머니는 아버지 장이 프랑스 국왕으로 즉위하기 한해전인 1349년 9월 11일에 흑사병으로 프랑스 모뷔아송에서 사망하였기에 프랑스 왕비가 되지는 못했다.

### 푸아티에 전투
필리프는 14살이 되던해인 1356년에 백년전쟁에 참전하여 푸아티에 전투에서 아버지와 함께 용감하게 싸웠다. 물론 이 전투에서 프랑스가 대패하며 부왕 장 2세와 함께 잉글랜드 군의 포로가 되기는 하였지만 그의 용감한 활약이 두드러져 후대에 이르러 용담공(the Bold)이라는 별칭을 얻게 되었다. 그는 1360년 브레티니 조약에서 그들의 몸값이 합의될 때까지 아버지 장 2세와 함께 잉글랜드 군에 의해 감금된채 포로생활을 하였다.

### 부르고뉴 공작
1363년에 부르고뉴를 다스리던 필리프 1세가 낙마사고로 후사없이 죽고말았다. 이후 부르고뉴는 필리프 1세의 조부인 오도 4세(1295~1349)의 누나가 프랑스 발루아 왕가의 시조 필리프 6세의 왕비(부르고뉴의 잔)였던 관계로 프랑스 왕실로 상속되었다. 프랑스 국왕 장 2세는 푸아티에 전투(1356년)에서 보여준 4남 필리프의 용감한 활약에 대한 보상으로 부르고뉴 공국을 왕자령으로 주었다.
본래 필리프가 가지고 있던 투렌 공작위는 왕실에 반납했다. 왕자령이란 자치권이 많이 인정되나 후계가 단절 될 경우에 왕실로 귀속되는 영지에 해당한다. 이후 부르고뉴 공국은 104년가 유지되었으나, 1477년에 제4대 부르고뉴 공작 샤를 1세가 남성후계없이 사망하자 부르고뉴에 대한 영주권 다툼이 크게 발생하였다.

### 결혼
1369년 6월 19일 필리프는 플랑드르 백작 루이 2세의 딸 마가레타와 혼인했다. 플랑드르 백작 루이 2세가 1384년에 죽자 플랑드르와 아르투아를 차지하게 된다. 이후 샤롤레이 또한 그의 영토가 되었다. 이로써 그는 프랑드르와 부르고뉴라는 넓은 영지를 차지하게 되었고 이후 그의 후손들은 프랑스 왕실에서 분리되어 독립국가를 만들려고 노력하며 끓임없이 왕실과 갈등하게 된다. 백년전쟁 말기에는 그의 후손들이 잉글랜드와 손을 잡고 왕실을 상대로 투쟁을 하기도 하였다.

### 섭정
1380년 큰형 샤를 5세가 세상을 떠나자 다른 두 형과 함께 아직 어린 샤를 6세의 섭정이 되어 프랑스를 통치했다. 샤를 6세는 정신병을 앓고 있었기 때문에 그가 성인이 된 후에도 필리프 2세는 프랑스 궁정에 영향력을 지니며 조카 오를레앙 공 루이 1세 드 발루아와 권력 다툼을 계속했다. 부르고뉴 공작을 지지하는 부르고뉴 파와 오를레앙 공을 지지하는 아르마냐크 파간의 대립은 필리프 2세의 사후에도 이어졌다.

### 사후
그의 증손인 샤를이 1477년에 남성후계없이 낭시 전투에서 전사하자 상황이 더욱 복잡하게 돌아가게 된다. 현손 마리(샤를의 딸)가 합스부르크 막시밀리안과 결혼하여 자신의 상속지인 네덜란드와 부르고뉴를 지키려하였다. 이로인해 플랑드르(네덜란드)를 포함한 부르고뉴의 통치권을 놓고 프랑스와 합스부르크 사이에 지속적으로 갈등하게 되었다.
네덜란드 삼부회의 지지를 받은 막시밀리안은 1479년 긴가트 전투에서 프랑스 군을 패배시키며 합스부르크가 취득한 상속영지의 대부분을 지키는데 성공했다. 그러나 1482년 3월에 마리가 사망하면서 프랑스와 아라스 조약을 맺어 영토분쟁을 다시 조정해야 했다.

## 자녀
1369년 6월 19일 필리프는 플랑드르 백작 루이 2세의 딸 마르가리타와 혼인했다.
- 장 1세(1371~1419) : 부르고뉴 공
- 샤를(1372~1373)
- 마르그리트(1374~1441) 바이에른 공작 빌헬름 2세와 결혼
- 루이(1377~1378)
- 카트린느(1378~1425) 오스트리아 공 레오폴트 4세와 결혼
- 본느(1379~1399)
- 앙투안(1384~1415) 브라반트 공작
- 마리(1386~1422) 대립교황 펠릭스 5세와 결혼
- 필리프 2세(1389~1415) 느베르 백작